# آب‌بازسانان
آب‌بازسانان یا آب‌بازان راسته‌ای از پستانداران هستند که شامل نهنگ‌ها، دلفین‌ها و گرازماهیان می‌شود. آب‌بازسانان پستاندارانی دریایی هستند که با شرایط زیست در آب سازگار شده‌اند. بدن آن‌ها دوکی‌شکل است و دست‌های آن‌ها به صورت باله درآمده‌ است. باله‌های کوچک پشتی آن‌ها اندامی تحلیل‌رفته هستند و در طول فرگشت ساختار و کاربرد آن‌ها ساده‌تر شده‌است. این باله‌های پشتی به ستون فقرات نچسبیده‌اند و در درون بدن پنهان هستند.
آب‌بازسانان تقریباً بی‌مو هستند و پوششی از پیه زیر پوست آن‌ها را پوشانده‌است که امکان شنا در آب‌های سردتر را به آن‌ها می‌دهد. آب‌بازسانان به خاطر هوش بالای خود معروفند. دانش مطالعه آب‌بازسانان را آب‌بازشناسی می‌نامند.

## پستاندار بودن
آب‌بازسانان پستاندارند و این یعنی که عضوی از رده پستانداران به‌شمار می‌روند. نزدیک‌ترین خویشاوندان آن‌ها جفت‌سمان، همانند اسب آبی و آهو، به‌شمار می‌روند.
از نشانه‌های پستاندار بودن آب‌بازسانان می‌توان به خون‌گرم بودنشان، تنفس از راه شش، شیردهی به نوزادانشان، و درآوردن مو - هرچند به میزان کم - اشاره کرد.

## تغذیه
آب‌بازسانانی همچون نهنگ عنبر، نهنگ سفید، دلفین‌ها، گرازماهی‌ها در دهان خود دندان دارند و از آن برای شکار ماهی و ماهی مرکب و دیگر جانداران دریایی بهره می‌گیرند. آن‌ها غذا را نمی‌جوند بلکه به یکباره فرو می‌برند؛ این کار برای شکارچیانی همچون نهنگ قاتل - که طعمه‌های بزرگی چون خوک‌های دریایی را شکار می‌کنند - ابتدا با تکه‌تکه کردن طعمه آغاز می‌شود و سپس هر بخش کوچک بلعیده می‌شود.
آب‌بازسانان بی‌دندان اما در دهان خود به جای دندان، صفحه‌های شانه‌ای دارند که وظیفه تصفیه آب و به دام انداختن جانداران ریزی همچون کریل‌ها را بر عهده دارند. این صفحات از جنس کراتین ساخته شده‌اند؛ همان ماده‌ای که تشکیل دهنده ناخن‌های آدمی است. همهٔ بی‌دندان‌ها اما از پلانکتون‌ها تغذیه نمی‌کنند و نهنگ‌هایی همچون نهنگ گوژپشت از ماهی‌های کوچکی چون ساردین و شاه‌ماهی تغذیه می‌کنند. غذای اصلی نهنگ خاکستری نیز سخت‌پوستان ریز ااعماق آب‌ها است.

## فرگشت
آب‌بازسانان بازماندگان تیره رائولیده از جفت‌سمان هستند که به سم‌های جفت‌گونه خود، اندام‌های ریزشان، و گوشی که همانندی بسیاری به نهنگ‌های نخستین دارد، شناخته می‌شوند. منشأ خشکی این جانوران از نیاز آن‌ها به بالا آمدن به سطح آب و تنفس آشکار است؛ استخوان‌های باله‌های آن‌ها نیز همانند پستانداران خشکی است، از جمله نشانه‌های وستیجیال پای عقبی که از نیاهای چهارپایشان به جا مانده‌اند.
این پرسش که چگونه پستانداران خشکی‌زی به جانورانی ساکن اقیانوس تبدیل شدند تا دهه ۱۹۷۰ در هاله‌ای از ابهام قرار داشت. در این سال کشفیاتی در پاکستان به وقوع پیوستند که چگونگی این‌گذار را روشن‌تر کردند:
|          |            |          |           |                                   |                                 |
| پاکیستوس | امبولوستوس | کوچیستوس | پروتوستوس | نهنگ جان جوک (آب‌بازسانان بی‌دندان) | کوسه‌دندان (آب‌بازسانان دندان‌دار) |

تا سال ۱۹۹۹ میلادی، باور دانشمندان بر این بود که آب‌بازسانان به تک‌سم‌سانان نزدیک‌تر هستند و جفت‌سم‌سانان شاخه پایه‌ای کلادی از سم‌داران هستند. تا آن هنگام گمان بر این بود که میان‌پنجه‌سانان، که گروهی منقرض‌شده از پستانداران سم‌دار گوشتخوار یا همه‌چیزخوار بودند، گروه خواهر آب‌بازسانان به‌شمار می‌روند.
ون والن و زالای نشان داده بودند که پیوند مشخصی میان این گروه از پستانداران و آب‌بازسانان وجود دارد. آن‌ها بخش‌هایی از بدن همانند گرگ داشتند؛ کناره‌ای بلند، توانایی راه رفتن بر پا و انگشتان پا، و به احتمالی سُم. به علاوه، بیشتر آن‌ها دندان‌هایی بزرگ و خردکننده داشتند که بر خلاف بیشتر جفت‌سم‌سانان، نشان از رژیم غذایی گوشتخواری داشت. ارتباط میان میان‌پنجه‌سانان و آب‌بازسانان از بررسی ریخت‌شناسانه جمجمه، دندان، و استخوان پساجمجمه تعدادی از ابتدایی‌ترین نهنگ‌ها با نام‌های پروتوستوس، پاکیستوس، رودوستوس، و آمبولوستوس سرچشمه می‌گیرد. در آن هنگام اغلب پژوهشگران مخالف این ایده بودند که آب‌بازسانان نوعی جفت‌سم باشند چرا که آب‌بازسانان و جفت‌سم‌سانان دارای تفاوت‌های ظاهری بنیادین بودند؛ پاهای پشتی آن‌ها از میان رفته و تنها چند اندام زائدمانده کوچک باقی‌مانده‌اند، بدنشان همانند ماهیان شده و سوراخ بینی آن‌ها به بالای سر رفته‌است.
قوزک پا که از جمله بخش‌های بارز بدن در جفت‌سم‌سانان است در هیچ‌یک از آب‌بازسانان کنونی وجود ندارد و سنگواره‌های یافت شده از نهنگ‌های باستانی تا آغاز دهه نخست هزاره سوم میلادی یا بخش پای عقبی نداشتند یا اندک استخوان‌های باقی‌مانده از آن‌ها آنچنان تحلیل رفته بودند که امکان شناسایی قوزک پا و دیگر ویژگی‌های استخوانی مربوط به آن بخش وجود نداشت. دهه ۲۰۰۰ میلادی اما این باور را به کلی دگرگون کرد؛ هنگامی که انبوه داده‌های علمی به دست آمده از آزمایش‌های مولکولی و نیز یافته‌های جدید زیست‌باستان‌شناسی نشان دادند که آب‌بازسانان نه تنها در راسته جفت‌سم‌سانان قرار دارند که نزدیک‌ترین گروه به آن‌ها تیره اسب‌آبیان است.
امروزه اگرچه ارتباط این گروه فراگیر (مونوفیلتیک) پستانداران با جفت‌سم‌سانان میان‌پنجه‌سان مشخص است، ولی هنوز آشکار نیست که آیا آن‌ها آرایه‌ای خواهر از نیاکان آب‌بازسانان بوده‌اند یا آب‌بازسانان خود از درون گروهی هم‌نیای میان‌پنجه‌گان برخاسته‌اند. در هر دو صورت، ارتباط نزدیک این جانوران با جفت‌سم‌سانان دوره پالئوسن از شواهد انبوه دیگری از جمله داده‌های ایمنی‌شناسی، دورگه‌سازی دی‌ان‌ای، توالی دی‌ان‌ای میتوکندریایی، و توالی دی‌ان‌ای هسته‌ای اثبات شده‌است.
نخستین آب‌بازسانان برای بهره‌گیری از منابع غذایی موجود در رودخانه‌ها و دریاها پا به درون آب گذاشتند؛ اگرچه این احتمال نیز وجود دارد که برای رهایی از پرتو فروسرخ خورشید تن به آب زده باشند. به هر روی، با ورود آن‌ها به آب و آغاز تغذیه در آن، وابستگی آن‌ها به محیط آبی بیشتر و بیشتر شد و در نهایت بدن آن‌ها برای تطبیق بیشتر با زندگی در آب تغییرات بنیادین کرد.
دو تفاوت بسیار آشکار میان آب‌بازسانان آغازین (پستانداران زوج‌سم) و کنونی را می‌توان در سوق تدریجی حرکت بر چهارپا به سوی حرکت محوری در آب، و نیز توانایی خوردن آب دریا دانست. این تغییرات به شکل بسیار عجیبی با سرعت بالا پدید آمدند؛ از پاکیستوس که بر روی چهار پا راه می‌رفت و آب شیرین می‌نوشید تا رودوستوس که با کمک دم‌باله شنا می‌کرد و آب دریا می‌نوشید تنها نزدیک به ۵ میلیون سال فاصله است. تا پایان ائوسن، اعضای تیره خسروسوسماران تنها بازماندهٔ کوچک زائده‌ای از پاهای عقبی خود داشتند و به نظر نمی‌رسد که به هیچ روی توانایی راه رفتن در خشکی را داشته بودند. از این رو، تا پایان ائوسن آب‌بازسانان به شکل کامل آبزی شده بودند و فرزندانشان را در آب شور به دنیا می‌آوردند. برای تطابق با چنین محیطی در طول مدت زمان به نسبت کوتاه، کهن‌آب‌بازسانان نیازمند دگرگونی‌های زیادی بودند. این دگرگونی‌ها شامل حرکت در آب، شیرجه زدن، تنظیم دمایی و تنظیم فشار اسمزی می‌شوند. تطابق در این راستاها نیاز به هر دو دگرگونی‌های ریخت‌شناسانه و فیزیولوژیک داشتند.
|                  | نشخوارکنندگان                                           |
|                  |                                                         |
| نهنگ‌اسب‌آبی‌ریختان | \| \| اسب‌آبیان \| \| \| \| \| \| آب‌بازسانان \| \| \| \| |
|                  | \| \| اسب‌آبیان \| \| \| \| \| \| آب‌بازسانان \| \| \| \| |
|                  | اسب‌آبیان                                                |
|                  |                                                         |
|                  | آب‌بازسانان                                              |
|                  |                                                         |

|  | اسب‌آبیان   |
|  |            |
|  | آب‌بازسانان |
|  |            |

|                  | نشخوارکنندگان                                           |
|                  |                                                         |
| نهنگ‌اسب‌آبی‌ریختان | \| \| اسب‌آبیان \| \| \| \| \| \| آب‌بازسانان \| \| \| \| |
|                  | \| \| اسب‌آبیان \| \| \| \| \| \| آب‌بازسانان \| \| \| \| |
|                  | اسب‌آبیان                                                |
|                  |                                                         |
|                  | آب‌بازسانان                                              |
|                  |                                                         |

|  | اسب‌آبیان   |
|  |            |
|  | آب‌بازسانان |
|  |            |

|                  | نشخوارکنندگان                                           |
|                  |                                                         |
| نهنگ‌اسب‌آبی‌ریختان | \| \| اسب‌آبیان \| \| \| \| \| \| آب‌بازسانان \| \| \| \| |
|                  | \| \| اسب‌آبیان \| \| \| \| \| \| آب‌بازسانان \| \| \| \| |
|                  | اسب‌آبیان                                                |
|                  |                                                         |
|                  | آب‌بازسانان                                              |
|                  |                                                         |

|  | اسب‌آبیان   |
|  |            |
|  | آب‌بازسانان |
|  |            |

|                  | نشخوارکنندگان                                           |
|                  |                                                         |
| نهنگ‌اسب‌آبی‌ریختان | \| \| اسب‌آبیان \| \| \| \| \| \| آب‌بازسانان \| \| \| \| |
|                  | \| \| اسب‌آبیان \| \| \| \| \| \| آب‌بازسانان \| \| \| \| |
|                  | اسب‌آبیان                                                |
|                  |                                                         |
|                  | آب‌بازسانان                                              |
|                  |                                                         |

|  | اسب‌آبیان   |
|  |            |
|  | آب‌بازسانان |
|  |            |

## رده‌بندی
- راسته آب‌بازسانان
  - زیرراسته آب‌بازسانیان بی‌دندان: نهنگ‌های بی‌دندان
    - خانواده نهنگان
      - سرده سرکمانی‌ها
        - نهنگ گوژپشت، Balaena mysticetus

      - سرده خوب‌نهنگان
        - نهنگ شکار اطلس شمالی، Eubalaena glacialis
        - نهنگ شکار آرام شمالی، Eubalaena japonica
        - نهنگ شکار جنوبی، Eubalaena australis

    - خانواده بزرگ‌باله‌ایان
      - سرده تیغ‌باله‌ها
        - نهنگ تیغ‌باله، Balaenoptera acutorostrata
        - نهنگ تیغ‌باله، Balaenoptera physalus
        - نهنگ سئی، Balaenoptera borealis
        - نهنگ بروده، Balaenoptera brydei
        - نهنگ بروده کوتوله، Balaenoptera edeni
        - نهنگ آبی، Balaenoptera musculus
        - نهنگ نیزه‌ای معمولی، Balaenoptera acutorostrata)
        - نهنگ نیزه‌ای جنوبگانی، Balaenoptera bonaerensis
        - نهنگ اومورا، Balaenoptera omurai

      - سرده بزرگ‌باله‌ها
        - نهنگ گوژپشت، Megaptera novaeangliae

    - خانواده نهنگان خاکستری
      - سرده خاکستری‌ها
        - نهنگ خاکستری، Eschrichtius robustus

    - خانواده نونهنگیان
      - سرده کوتوله‌نهنگ‌ها
        - نهنگ شکار کوتوله، Caperea marginata

- - زیرراسته آب‌بازسانان دندان‌دار: نهنگ‌های دندان‌دار
    - خانواده دلفین‌سانان
      - سرده خربزه‌سرها
        - نهنگ کله‌خربزه‌ای، Peponocephala electra

      - سرده گرگ‌های دریا
        - نهنگ قاتل، Orcinus orca

      - سرده کشنده‌های کوچک
        - نهنگ قاتل کوتوله، Feresa attenuata

      - سرده دندان‌کلفت‌ها
        - نهنگ دندان‌کلفت، Pseudorca crassidens

      - سرده گوی‌سرها
        - نهنگ خلبان باله‌کوتاه، Globicephala macrorhyncus
        - نهنگ خلبان باله‌بلند، Globicephala melas

      - سرده کچه‌ماهی‌ها
        - دلفین معمولی درازنوک، Delphinus capensis
        - دلفین معمولی کوتاه‌نوک، Delphinus delphis

      - سرده صاف‌دلفین‌ها
        - دلفین صاف شمالی، Lissodelphis borealis
        - دلفین صاف جنوبی، Lissodelphis peronii

      - سرده بطری‌بینی‌ها
        - دلفین بطری‌بینی رودی، Sotalia fluviatilis
        - دلفین گویان، Sotalia guianensis

      - سرده گوژدلفین‌ها
        - دلفین گوژپشت اقیانوس آرام، Sousa chinensis
        - دلفین گوژپشت هندی، Sousa plumbea
        - دلفین گوژپشت اطلس، Sousa teuszii

      - سرده لاغردلفین‌ها
        - دلفین خال‌دار گرمسیری، Stenella attenuata
        - دلفین چرخان پوزه‌کوتاه، Stenella clymene
        - دلفین نواری، Stenella coeruleoalba
        - دلفین خال‌دار اطلس، Stenella frontalis
        - دلفین چرخان، Stenella longirostris

      - سرده پوزه‌باریک‌ها
        - دلفین سخت‌دندان، Steno bredanensis

      - سرده پوزه‌بطری‌ها
        - دلفین پوزه‌بطری معمولی، Tursiops truncatus
        - دلفین پوزه‌بطری گرمسیری، Tursiops aduncus
        - دلفین بورونان، Tursiops australis

      - سرده سیاه‌سفیدها
        - دلفین شیلی، Cephalorhyncus eutropia
        - دلفین راسو، Cephalorhyncus commersonii
        - دلفین جنوب آفریقا، Cephalorhyncus heavisidii
        - دلفین هکتور، Cephalorhyncus hectori

      - سرده گردسرها
        - دلفین یونس، Grampus griseus

      - سرده پهلوسفیدکچه‌ماهی‌ها
        - دلفین فریزر، Lagenodelphis hosei

      - سرده پهلوسفیدها
        - دلفین پهلوسفید اطلس، Lagenorhynchus acutus
        - دلفین سربی، Lagenorhynchus obscurus
        - دلفین ساعت شنی، Lagenorhynchus cruciger
        - دلفین پهلوسفید آرام، Lagenorhynchus obliquidens
        - دلفین چانه‌سیاه، Lagenorhynchus australis
        - دلفین نوک‌سفید، Lagenorhynchus albirostris

      - سرده پخ‌باله‌ها
        - دلفین نهنگی پوزه‌کوتاه، Orcaella brevirostris
          - دلفین پخ‌باله استرالیایی، Orcaella heinsohni

    - خانواده تک‌دندانان
      - سرده قناری‌های دریا
        - نهنگ سفید، Delphinapterus leucas

      - خانواده تک‌دندان‌ها
        - شبه‌نهنگ تک‌شاخ، Monodon monoceros

    - خانواده گرازماهیان
      - سرده بی‌باله‌ها
        - گرازماهی بی‌باله، Neophocaena phocaenoides

      - سرده گرازماهی‌ها
        - گرازماهی بندر، Phocoena phocaena
        - گرازماهی کالیفرنیا، Phocoena sinus
        - گرازماهی عینکی، Phocoena dioptrica
        - گرازماهی بورمایستر، Phocoena spinipinnis

      - سرده گرازماهی‌نماها
        - گرازماهی پهلوسفید، Phocoenoides dalli

    - خانواده نهنگان عنبر
      - سرده عنبری‌ها
        - نهنگ عنبر، Physeter catodon (با نام P. macrocephalus هم شناخته می‌شود)

    - خانواده کوچک‌عنبریان
      - سرده کوچک‌عنبری‌ها
        - نهنگ عنبر ریزقد، Kogia breviceps
        - نهنگ عنبر کوتوله، Kogia sima

    - خانواده نوک‌نهنگان
      - سرده سیاه‌دلفین‌ها
        - نوک‌نهنگ بزرگ، Berardius arnuxii
        - نوک‌نهنگ بیرد، Berardius bairdii
        - سرده نهنگان پوزه‌بطری
          - نهنگ پوزه‌بطری شمالی، Hyperoodon ampullatus
          - نهنگ پوزه‌بطری جنوبی، Hyperoodon planifrons

        - سرده هندوآرام‌ها
          - نهنگ پوزه‌بطری گرمسیری، Indopacetus pacificus

        - سرده میان‌دندان‌ها
          - نوک‌نهنگ ساوربی، Mesoplodon bidens
          - نوک‌نهنگ پهن‌دندان، Mesoplodon bowdoini
          - نوک‌نهنگ هابز، Mesoplodon carlhubbsi
          - نوک‌نهنگ بلنویل، Mesoplodon densirostris
          - نوک‌نهنگ آنتیل، Mesoplodon europaeus
          - نوک‌نهنگ ژینکودندان، Mesoplodon ginkgodens
          - نوک‌نهنگ گری، Mesoplodon grayi
          - نوک‌نهنگ هکتور، Mesoplodon hectori
          - نوک‌نهنگ لایارد، Mesoplodon layardii
          - نوک‌نهنگ ترو، Mesoplodon mirus
          - نوک‌نهنگ کوتوله، Mesoplodon peruvianus
          - نوک‌نهنگ پرین، Mesoplodon perrini
          - نوک‌نهنگ برینگ، Mesoplodon stejnegeri
          - نوک‌نهنگ بیل‌دندان، Mesoplodon traversii

      - سرده نهنگ‌های تاسمانی
        - نهنگ تاسمان، Tasmacetus shepherdi

      - سرده غازمنقارها
        - نهنگ غازمنقار، Ziphius cavirostris

    - بالاخانواده Platanistoidea: دلفین‌های رودخانه‌ای
      - خانواده اورینوکوئیان
        - سرده دلفین‌های اورینوکو
          - دلفین رودخانه‌ای آمازون، Inia geoffrensis
            - دلفین رودخانه‌ای بولیوی، Inia boliviensis

      - † خانواده به‌جاماندگان
        - † سرده به‌جامانده‌ها
          - † دلفین رودخانه‌ای چین، Lipotes vexillifer

      - خانواده دلفینان رودخانه
        - سرده کوردلفین‌ها
          - دلفین رودخانه‌ای گنگ و ایندوس، Platanista gangetica

      - خانواده دلفینان دریاکنار
        - سرده دریاکنارها
          - دلفین لاپلاتا، Pontoporia blainvillei
- نشان † به معنای «منقرض شده» است.